# Condor andin
Condorul andin (Vultur gryphus) este o specie de păsări din familia Cathartidae, unicul reprezentant al genului monotipic Vultur. Este răspândit în munții Anzi și pe coasta vestică a Americii de Sud. Are cele mai mari dimensiuni dintre toate păsările din emisfera vestică.
Pasărea are un penaj⁠(d) negru-strălucitor, cu un „guler” alb în jurul gâtului și cu margini pufoase, albe, ale aripilor, evidențiate la masculi. Pe cap și pe cea mai mare parte a gâtului, penele aproape lipsesc, iar pielea goală din aceste locuri capătă nuanțe de la pal-roz până la roșu-cafeniu, în funcție de starea emoțională a condorului. Masculii au „cercei” la gât și o creastă roșie-întunecată, destul de mare. Unii dispun și de o excrescență în zona ciocului. Femelele sunt mai mari decât masculii, lucru des întâlnit la păsările de pradă.
Condorul andin se hrănește preponderent cu hoituri de animale, mai ales mari, cum ar fi cerbii, guanaco sau vitele mari cornute⁠(d). Atinge maturitatea sexuală la vârsta de 5–6 ani și cuibărește la altitudinea de 3.000–5.000 m deasupra nivelului mării, de regulă pe pante abrupte și greu accesibile. Femela depune 1–2 ouă. Acest unic reprezentant al genului Vultur este una dintre cele mai longevive păsări, putând atinge vârsta de 50 de ani.
Condorul andin este simbolul național al mai multor țări din America Latină (Argentina, Bolivia, Chile, Columbia, Ecuador și Peru) și joacă un rol important în cultura popoarelor din Anzi. Cu toate acestea, în secolul al XX-lea populația condorilor s-a  micșorat semnificativ, motiv pentru care specia a fost inclusă în Lista roșie a IUCN drept specie vulnerabilă (categorie VU). Principalii factori care au dus la scăderea numărului de condori sunt de natură antropică. Omul a schimbat ecosisteme întregi populate de condori și a practicat excesiv vânătoarea animalelor ierbivore, otrăvindu-le carnea, astfel prejudiciind și condorii. În plus, mult timp condorii andini erau uciși în mod deliberat din cauza clasificării lor ca animale dăunătoare industriei zootehnice. În prezent, mai multe state din America de Sud au adoptat programe de ocrotire, creștere și îngrijire a condorilor andini în parcuri zoologice, pentru a-i elibera ulterior în sălbăticie.

## Sistematică
Această specie a fost descrisă prima oară în cea de-a zecea ediție a lucrării Systema Naturae, 1758, a fondatorului biologiei sistematice, Carl Linné. În această carte a fost trecută sub denumirea binominală de Vultur gryphus, nume folosit și în prezent. De asemenea, a primit și nume de țări în care este răspândit, astfel a fost numit și condor argentinian, bolivian, chilian, columbian, ecuadorian sau peruan. Genului Vultur i se mai atribuia și denumirea Voltur, iar cuvântul „γρυπός”, din care derivă epitetul latin „gryphus”, are o etimologie greacă, limbă din care se traduce ca „nas încovoiat”. Denumirea cotidiană „condor”, care se pronunță la fel în toate limbile europene contemporane, are origini în America Latină, provenind din vechea limbă quechua, în care vorbesc și azi mulți amerindieni.
Specia condorului andin nu se bucură încă de o clasificare sistematică exactă. A fost stabilit un consens care atribuie specia familiei condorilor americani (Cathartidae), unde, în afară de condor, sunt incluse încă 5 specii de păsări. Deși toate cele 6 specii au o morfologie asemănătoare și aceeași nișă ecologică ca vulturii Lumii Vechi, s-au repartizat în familii diferite, întrucât au evoluat din strămoși separați unii de alții. Gradul de rudenie între familia condorilor americani și subfamilia vulturilor Lumii Vechi rămâne un motiv de dezbateri științifice. Par să rezolve această problemă descoperirile recente ale unor ornitologi, care, bazându-se pe experimente făcute la nivelul moleculelor, au lansat ipoteza că cele mai apropiate rude ale condorilor sunt reprezentanții familiei berzelor (Ciconiidae), raportând astfel condorii la ordinul Ciconiiformes (păsări cu picioare lungi). Cercetările anterioare au atribuit familia Cathartidae, la fel ca vulturii Lumii Vechi, ordinului Falconiformes (păsări răpitoare diurne). Alți ornitologi rezervă condorilor un ordin aparte, numit Cathartiformes. Comitetul Sud-American pentru Clasificare Biologică (în engleză South American Classification Committee) încă nu a aprobat nicio ipoteză din cele enumerate, statutul condorului andin rămânând Incertae sedis, însă nu a exclus faptul că va clasifica condorii în ordinul Falconiformes sau Cathartiformes (ceea nu a făcut nici la 16 noiembrie 2008, ultima actualizare a situației taxonomice a păsărilor sud-americane)
Condorul andin este unicul reprezentant contemporan al genului Vultur (odinioară aici era inclus și condorul californian Gymnogyps californianus),, astfel încât deseori el este numit pur și simplu condor. Spre deosebire de situația rudei sale nord-americane, studiată atent după rămășițele sale pietrificate, dovezi privind existența condorului andin în epocile geologice mai vechi sunt foarte puține. Studiind puținele fosile descoperite în provincia boliviană Tarija, arheologii presupun că originile condorului andin s-ar găsi în pliocen sau pleistocen, atunci când viețuia o pasăre ceva mai mică decât condorul de azi (subspecia dispărută Vultur gryphus patruus).

## Descriere
Condorul andin este cea mai mare pasăre din emisfera vestică. Cu toate că lungimea de la cioc până la coadă măsoară cu 5 cm mai puțin decât la condorul californian, anvergura aripilor este mai mare decât la acesta, măsurând 274–310 cm. Pe lângă acestea, condorul andin e mai greu; un mascul cântărește 11–15 kg, iar o femelă — 7,5–11 kg. Distanța cap-coadă a unui exemplar matur variază între 117 și 135 cm. Trebuie menționat că măsurile prezentate au fost efectuate preponderent pe exemplare captive.

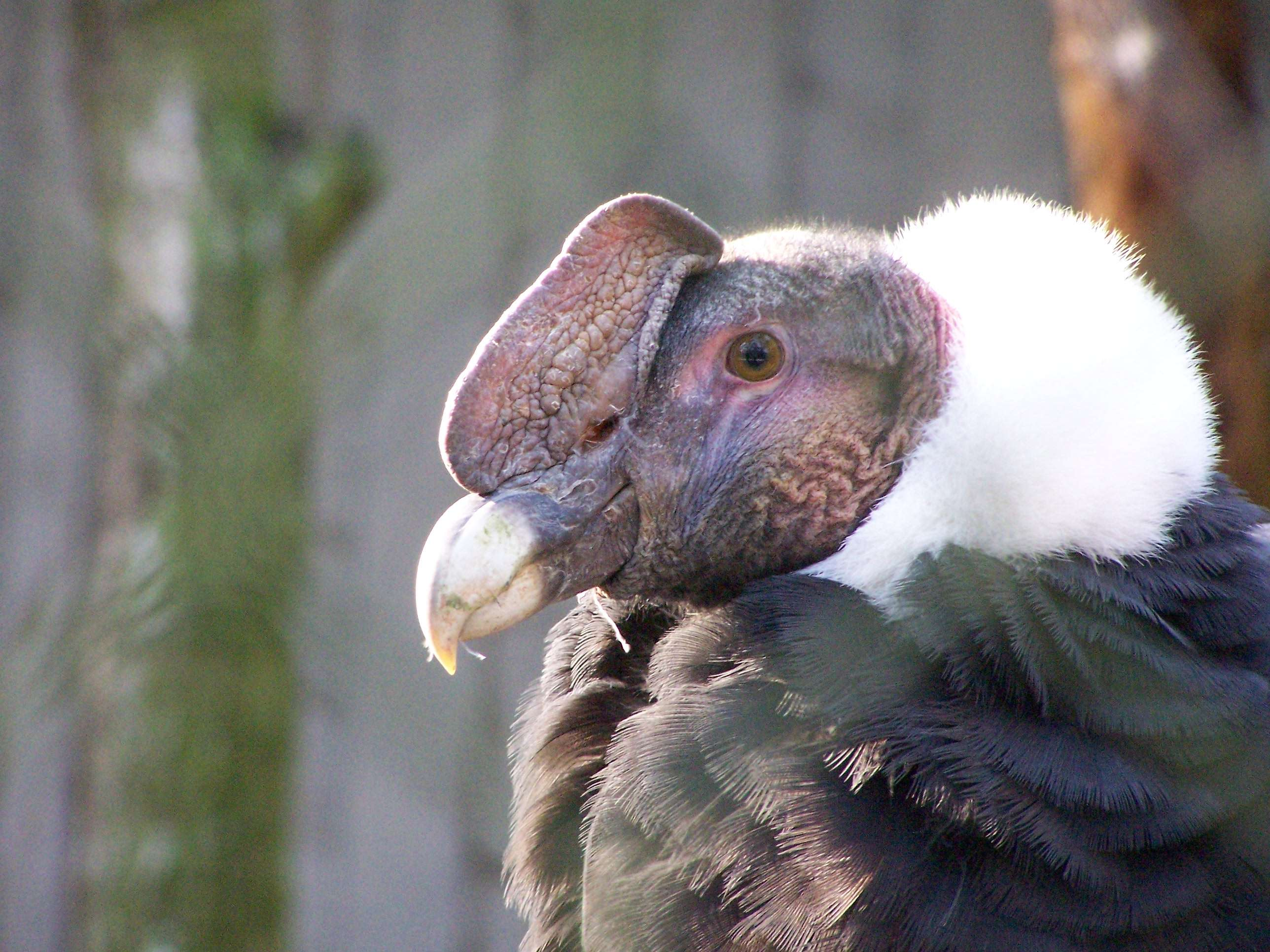
Capul unui mascul văzut îndeaproape

Coloritul condorului este foarte contrastant și expresiv. Penajul⁠(d) este aproape în totalitate negru-strălucitor, excepție servind „gulerașul” alb și pufos și marginile albe ale aripilor, evidențiate la masculi (penele albe apar numai după prima năpârlire). Pe cap și pe gât penele practic lipsesc, pielea primind în aceste locuri nuanțe de la roz-pal până la roșu-violet și cafeniu. Păsările își curăță sistematic capul de pene. Se presupune că lipsa penelor pe cap este o adaptare igienică, dezvoltată de-a lungul evoluției, în urma căreia pielea este curățată sub acțiunea razelor ultraviolete și a deshidratării în condițiile climatice ale munților. Regiunea superioară a capului este ușor turtită. La masculi, pe cap se evidențiază o creastă cărnoasă de culoare roșie-închisă, iar pielea este foarte încrețită, formând „cercei”. Spațiile goale ale pielii își schimbă semnificativ culoarea (în roșu sau în galben) la orice schimbare emoțională (cum ar fi enervarea sau agitația) — un asemenea gest avertizează alți indivizi să nu se apropie. Ciocul este relativ lung, puternic, încovoiat la capăt, negru cu vârful galben, bine adaptat la sfâșierea cărnii. Nările intră în cioc și nu sunt despărțite de nicio formațiune osoasă. Culoarea irisului ochiului este căpruie la masculi și roșie-purpurie la femele. Genele lipsesc. La păsările tinere penajul este cenușiu-brun, pielea pe cap și gât este mai închisă la culoare, aproape neagră, iar „gulerul” e cafeniu.
Picioarele sunt de culoare cenușie-închisă. Degetul mijlociu este cel mai lung, iar cel posterior, din contră, e foarte mic și e așezat mai sus decât celelalte. Ghearele sunt relativ drepte și tocite, caracteristici care înlesnesc apucarea și ridicarea prăzii, dar și folosirea lor ca armă, cum se întâmplă la vulturii Lumii Vechi.

## Răspândire

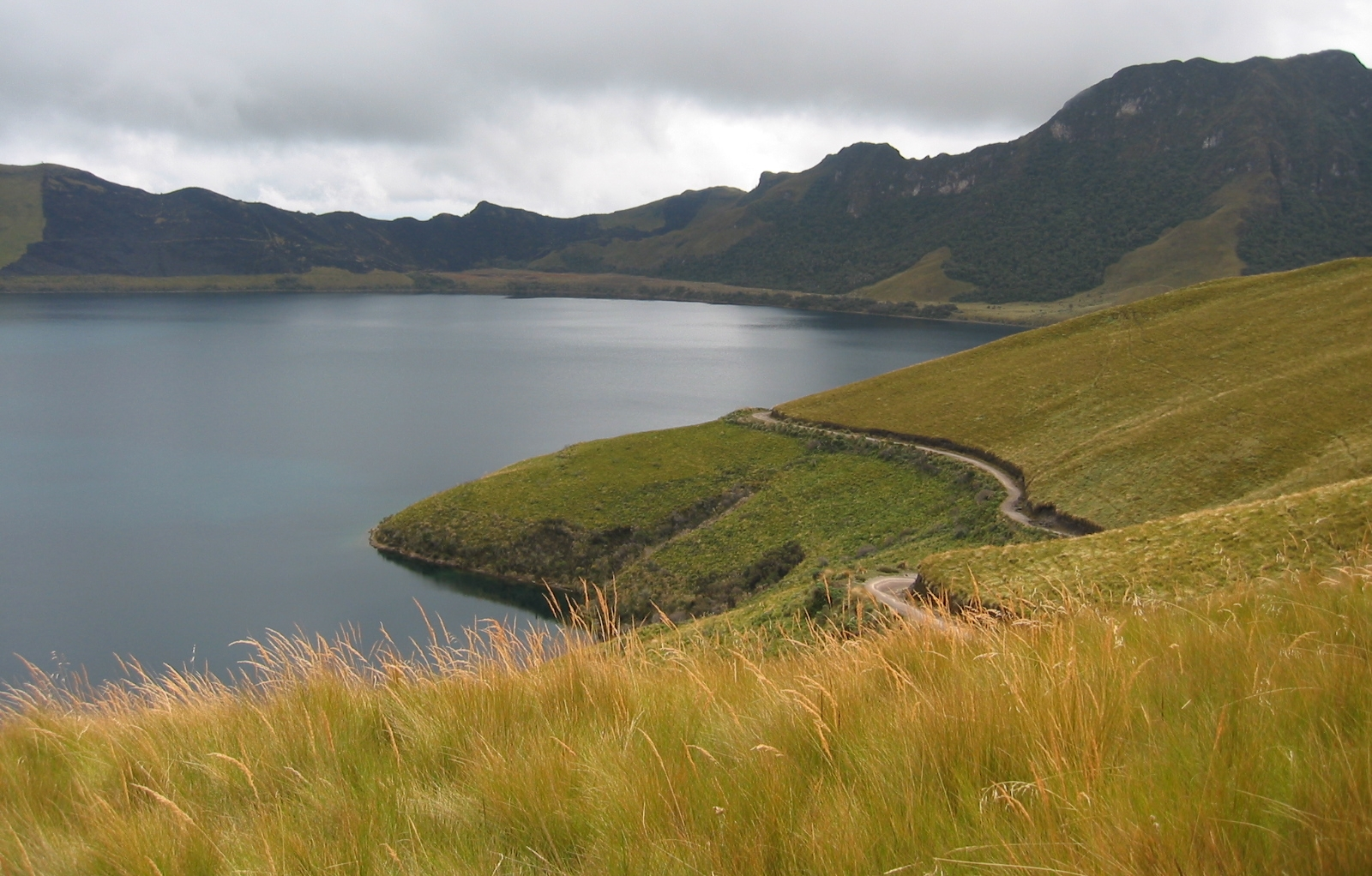
Páramo este unul din cele mai atractive locuri pentru condori

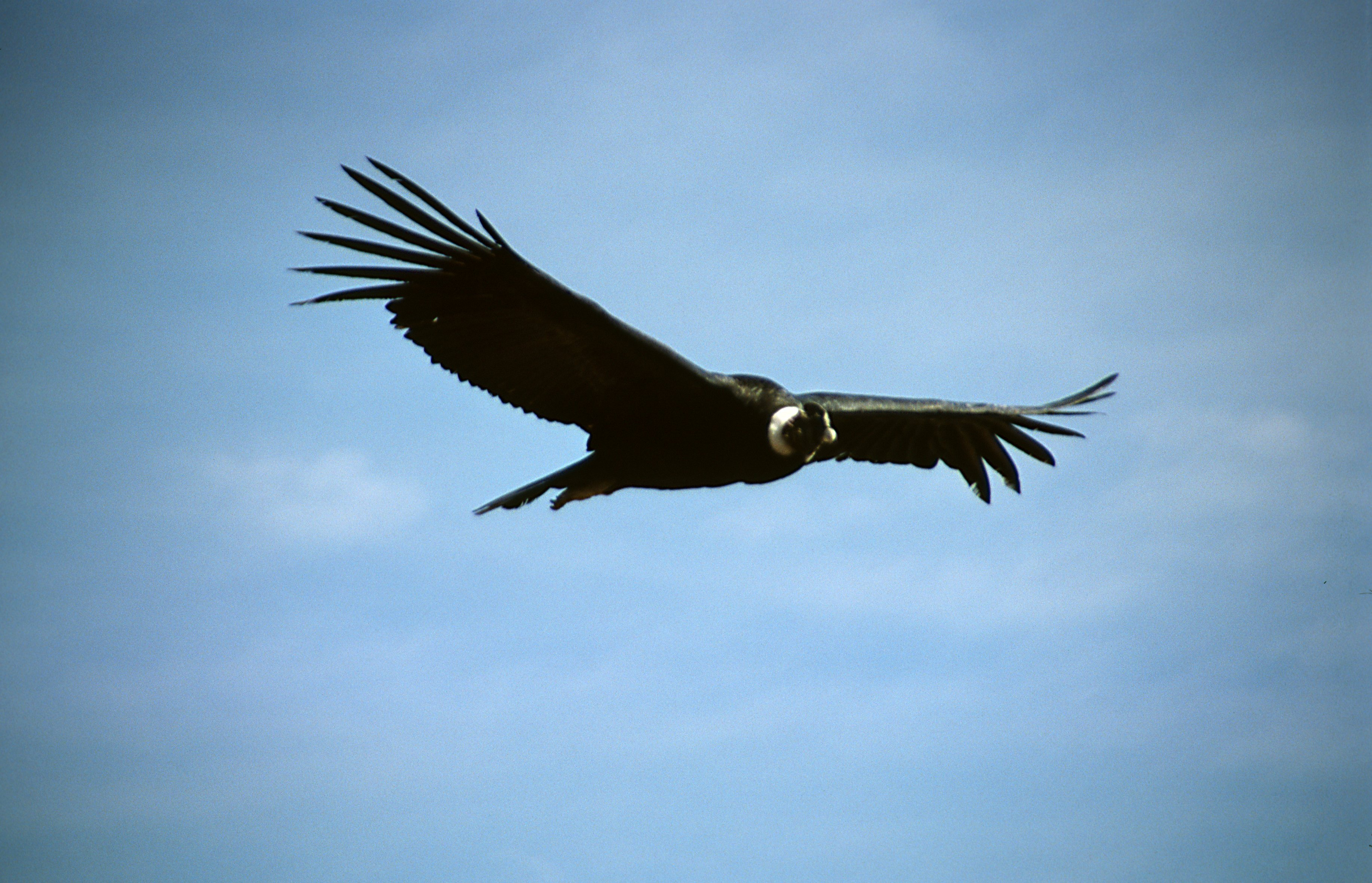
Un condor planând în aer

Condorii andini sunt răspândiți în munții Anzi, în estul Americii de Sud. Demarcația nordică a arealului de răspândire o reprezintă statele Venezuela și Columbia, în care pasărea este întâlnită foarte rar. Spre sud, arealul include și regiuni muntoase ale unor țări ca Ecuador, Peru, Chile, Bolivia și perimetrul estic al Argentinei, până la Țara de Foc. În partea nordică a arealului condorii viețuiesc doar la altitudini de 3.000–5.000 m, în timp ce în restul arealului ei populează și arii joase — poalele munților și podișuri. La începutul secolului al XIX-lea condorul putea fi întâlnit în întregul lanț muntos al Americii Latine, începând cu partea estică a Venezuelei și terminând cu extremitatea sudică a continentului, însă în ultimul timp populația acestei specii a cunoscut o diminuare cauzată de activitățile economice. Relieful arealului de răspândire include atât vârfuri alpine, cât și podișuri relativ întinse, locuri propice pentru patrulare de la înălțime. Un asemenea landșaft este numit páramo. Uneori, condorii migrează accidental în regiuni atipice habitatului lor, cum ar fi câmpiile Boliviei vestice și ale Braziliei sud-estice, deșerturile din Chile și Peru sau pădurile de fag din Patagonia.

## Aspecte ecologice și etologia speciei
Condorii arată spectaculos când plutesc lin la înălțimi mari, făcând cercuri în curenții ascendenți de aer cald. În timpul zborului, ei își țin aripile orizontal și drept (într-un singur plan), cu vârfurile puțin ridicate. Planarea este favorizată de o serie de trăsături anatomice distinctive. Carena (osul sternului) nu este prea mare, iar mușchii pectorali necesari pentru un zbor activ sunt slab dezvoltați. Acumulând viteză, condorii își fac foarte rar vânt cu aripile, utilizând eficient portanța maselor de aer pentru a-și diminua propriul efort. Fondatorul teoriei evoluționiste, Charles Darwin, urmărind zborul unui condor în Patagonia, a observat că într-o jumătate de oră acesta nu și-a făcut elan deloc. Deseori, condorii obișnuiesc să stea pe vârful stâncilor patrulându-și regiunea, fără a mai avea nevoie să plutească. În genere, condorii se desprind de sol cu mare efort și luându-și un elan mare.
La fel ca alți condori americani, condorii andini au o deprindere neobișnuită de a urina pe propriile picioare — urina se evaporă asigurând astfel răcorirea organismului. În urma unor asemenea „proceduri” picioarele condorilor sunt acoperite de pete albe lăsate de acidul uric.

### Alimentație
Principala sursă de alimentație pentru condori o constituie leșurile mamiferelor de dimensiuni medii. În căutarea acestora ei adesea călătoresc pe distanțe lungi, străbătând în jur de 200 km pe zi. Aflându-se departe de țărm, condorii preferă hoiturile copitatelor mari, cum sunt cerbii, guanaco, vitele cornute mari, care au fost răpuse de bătrânețe sau slăbiciune ori au fost ucise de pume. Aflându-se lângă țărm, ei deseori sfâșie hoituri ale mamiferelor marine aruncate pe uscat. În afară de leșuri, condorii se mai hrănesc și cu ouăle păsărilor coloniale și puii acestora. Litoralul reprezintă o sursă sigură de hrană, ceea ce face ca mulți condori să se stabilească în această zonă. Căutând hrana, pasărea își folosește în primul rând vederea excepțională. În afară de căutarea prăzii, condorii andini urmăresc cu atenție și mișcările celorlalte păsări răpitoare din zonă. Cu unele dintre acestea, în particular cu vulturii genului Cathartes, condorul întreține relații de simbioză. Acești vulturi pot simți de la distanță mare etilmercaptanul, un gaz emanat la cuibărire de către majoritatea păsărilor, dar, având un cioc puțin dezvoltat, nu pot sparge ouăle așa cum o pot face condorii.
Condorii andini pot rezista fără hrană câteva zile la rând, dar după asta devorează câteva kilograme de carne la o masă. Câteodată, după o masă consistentă, condorii nu pot decola nici măcar cu elan. Întrucât anatomia picioarelor nu le permite condorilor să apuce și să transporte prada, ei sunt nevoiți să o consume pe loc. Datorită faptului că se hrănește cu hoituri, condorul, ca și alte animale de acest tip, joacă un rol primordial în menținerea echilibrului ecologic, scăzând riscul răspândirii infecțiilor. În zonele în care populația de condori s-a micșorat, epizootia cadavrelor a devenit mai evidentă și au apărut maladii periculoase pentru om.

### Reproducere
Condorii ating maturitatea sexuală destul de târziu în comparație cu restul păsărilor: la vârsta de 5–6 ani. Sunt unele dintre cele mai longevive păsări — trăiesc până la 50 ani — și rămân în cuplu până la moarte. În timpul ritualului de împerechere, pielea de pe capul masculului se umflă și își schimbă culoarea din roz-pal în galben-aprins. Apropiindu-se de femelă, masculul își umflă gâtul și pieptul și „fluieră”. Apoi își desface aripile și în această manieră defilează înaintea femelei, plescăind din limbă. Altă particularitate a ritualului de reproducere este dansul masculului, în care acesta își desface pe jumătate aripile și sare, fluierând și pufăind.

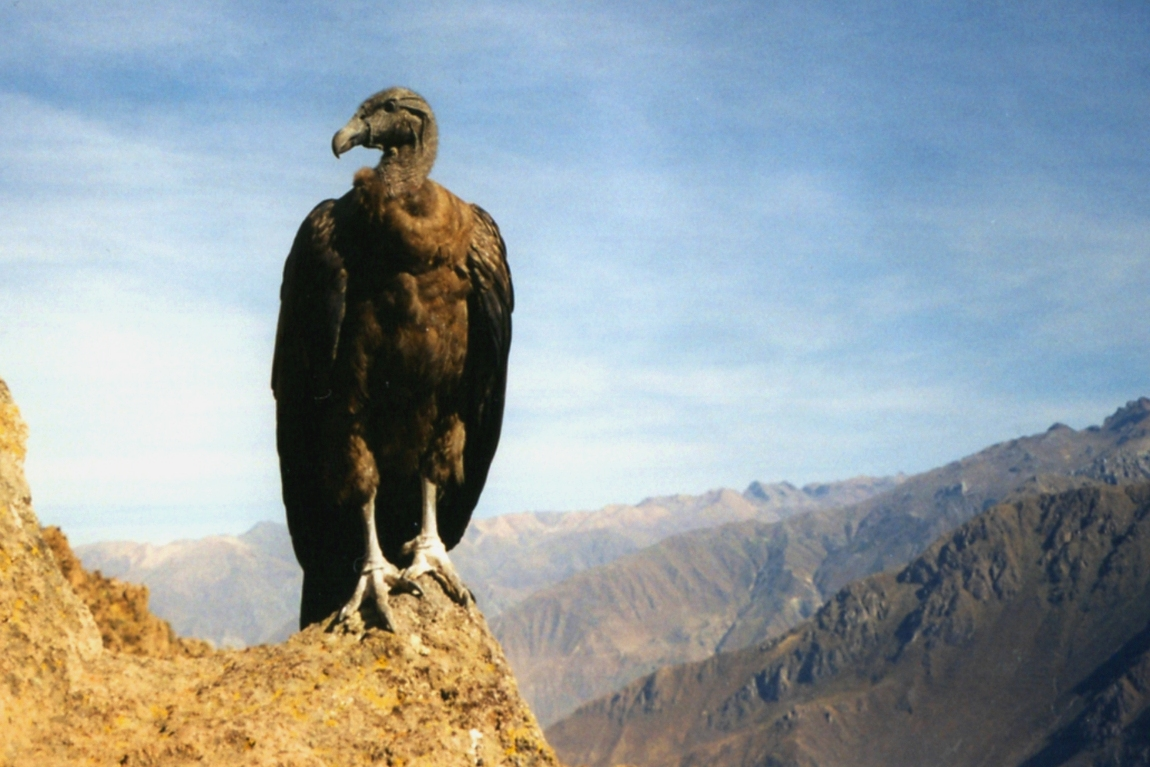
Un condor tânăr pe vârful unei stânci

De obicei, condorii își fac cuibul la altitudini mari, de 3000–5000 m. Acesta este confecționat pe pante abrupte, greu accesibile, de regulă din ramuri așezate într-o semisferă nu prea mare. De-a lungul coastei statului Peru, unde se găsesc doar stânci separate, ouăle sunt depuse direct în crăpăturile din bolovani. Condorii se reproduc o dată la doi ani, în februarie–martie. Femela depune unul sau două ouă albe-albăstrii cu greutatea de cca. 280 g și cu lungimea de 75–100 mm. Perioada de incubație numără 54–58 zile și clocesc ambii părinți. Dacă oul dispare, femela depune rapid altul în loc. Această deprindere este folosită de ornitologii ce se ocupă de salvarea speciei, care sustrag de fiecare dată oul din cuib punându-l în incubator⁠(d), crescând astfel rata de reproducere a condorilor.
Puii abia eclozați sunt acoperiți de un strat subțire de puf, care se păstrează până când aceștia ating dimensiunile unui matur. S-a observat că puii de condor își recunosc mama în orice obiect pe care-l văd îndată după naștere, de aceea îngrijitorii de la ferme și grădini zoologice au grijă să instaleze un manechin de condor matur lângă cuib. Ambii părinți își hrănesc puiul, prelucrând bine hrana înainte s-o pună în ciocul acestuia. Puii de condori cresc foarte încet. Învață să zboare abia la vârsta de șase luni, și rămân cu părinții până la doi ani, când aceștia zămislesc alt pui. Condorii tineri și adulții neîmperecheați pot conviețui în grup, dar cuplurile trăiesc totdeauna izolat de restul grupului. În grupurile numeroase de condori relațiile sociale sunt bine definite și destul de avansate: cei mari au autoritate asupra celor mici, iar masculii au autoritate asupra femelelor. Atunci când prada este prea mare, ea este împărțită între toți membrii grupului.

## Interacțiunea cu omul

### Riscuri și protecție

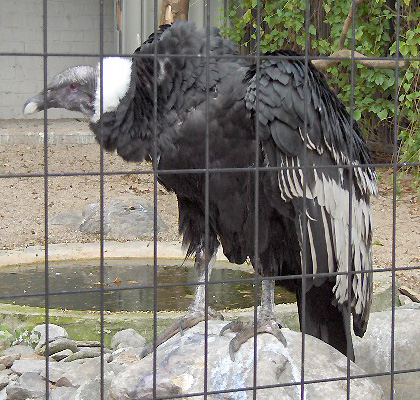
O femelă-condor într-o grădină zoologică

Condorul andin este o specie inclusă în Lista roșie a IUCN, fiindu-i atribuită categoria VU (specie vulnerabilă). Mai devreme, în 1970, specia a fost inclusă în lista speciilor pe cale de dispariție din SUA (engleză United States Endangered Species list). Principalele cauze ale reducerii populației de condori sunt distrugerea landșafturilor în care aceștia caută hrana și otrăvirea cu plumbul din cartușele cu care vânătorii împușcau animale. Cel mai mult sunt amenințați indivizii din zona nordică a arealului, mai ales din Venezuela și Columbia, unde sunt pe cale de dispariție. Întrucât condorii se adaptează ușor la diferite condiții climaterice și nu au inamici naturali, mortalitatea lor este scăzută, însă nici natalitatea nu e înaltă, ceea ce-i face sensibili la consecințele activității economice a omului. Odinioară, majoritatea fermierilor vedeau în condori niște prădători care le atacă vitele și de aceea îi omorau în masă. Fiind o țintă destul de mare, erau ușor de împușcat. Drept consecință, au fost introduse măsuri educative și chiar legislative pentru a informa populația despre preferințele alimentare ale condorilor.
În lume există numeroase parcuri zoologice care se ocupă cu creșterea condorilor pentru eliberarea ulterioară în arealul natural de supraviețuire. Datorită noilor tehnici utilizate în reproducere (sustrasul ouălor), de la o femelă sunt obținute 6 și chiar 7 ouă. Programul privind eliberarea în natură a condorilor crescuți în captivitate a dat primele roade în anul 1989. La creșterea condorilor, îngrijitorii au grijă ca aceștia să simtă cât mai puțin prezența umană, întrucât condorii se „împrietenesc” repede cu oamenii și nu simt frică față de ei. Astfel, ei hrănesc puii cu mănuși care amintesc de fizionomia unui condor adult. Dacă puii devin prea apropiați cu oamenii, le este prejudiciată libertatea, ei nefiind circumspecți la adresa acestora. Înainte de a fi eliberați, condorii sunt ținuți trei luni într-o arie închisă și întinsă, unde au mai mult spațiu de mișcare. Atunci când părăsesc parcul zoologic, le sunt prinse emițătoare care, trimițând semnale prin intermediul sateliților artificiali, țin ornitologii la curent cu localizarea lor.
Întrucât cea mai apropiată rudă — condorul californian — a fost conservat ca specie doar în grădinile zoologice, în 1988 Serviciul Statelor Unite pentru conservarea vieții sălbatice și subacvatice (engleză US Fish and Wildlife Service) a hotărât introducerea câtorva zeci de condori andini înainte de eliberarea condorilor californieni. Pentru a împiedica răspândirea acestor păsări într-un mediu cu care nu s-au obișnuit, au fost puse în libertate numai femelele. Experimentul a reușit și toți indivizii aduși au fost prinși și reintroduși în America Latină, locul lor ocupându-l condorii californieni.

### Rolul în cultură

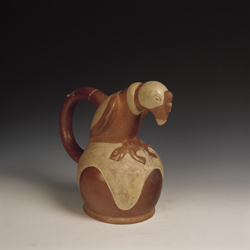
Figurină din lut a unui condor, atribuită culturii indiene Moche

Condorul andin este simbol național al Argentinei, Peru, Boliviei, Chile, Columbiei și Ecuadorului. În ultimele patru el este și pasărea națională. Joacă un rol primordial în cultura popoarelor andice, la fel ca vulturul cu cap alb în America de Nord. Primele picturi rupestre reprezentând acest animal au apărut cu cca. 4.500 ani în urmă. În mitologia triburilor locale, condorul simbolizează Soarele și este considerat conducătorul „Lumii de dincolo”. De asemenea, condorul este văzut și ca simbol al puterii și sănătății, astfel încât oasele lui și alte organe ar avea proprietăți magice. Tocmai aceasta este una dintre cauzele din care condorii sunt vânați.
Astăzi, condorul este întâlnit deseori în literatură, muzică, iar în Peru chiar în cadrul coridelor, unde condorul este legat de spinarea unui taur care încearcă să scape de el, însă acesta îl ciupește cu ciocul până la sânge. De regulă, în urma unei asemenea lupte condorul nu are nicio zgârietură. Tot în Peru este cunoscut un dans tradițional de carnaval, numit „Turkuy” (din quechua pasăre), în care dansatorii imită vânătoarea de condori (în quechua arranque del condor). Unul dintre ei, poreclit Rucu, reprezintă în mod satiric condorul, iar ceilalți — căpetenii indiene care vor să-l omoare pentru că le-a atacat vitele.
Zarzuela El Cóndor Pasa (în română Zborul condorului), scrisă în 1913 de peruanul Daniel Alomía Robles și bazată pe motive populare, a căpătat un renume mondial, fiind una dintre cele mai cunoscute compoziții muzicale peruane. Subiectul este un conflict tragic între indieni și colonizatorii saxoni, în care condorul reprezenta idealul libertății. În anul 2004, piesa a fost declarată patrimoniu cultural al Peru. Pe lângă muzică, condorul a apărut nu o dată în operele literaturii universale. De exemplu, în romanul Copiii căpitanului Grant de Jules Verne, micuțul Robert Grant a fost atacat de un condor gigantic și dus de acesta în gheare, în timpul călătoriei prin Patagonia. În realitate, așa ceva este imposibil, întrucât structura picioarelor condorilor nu le permite să țină prada în gheare. În România, condorul este protagonist principal în romanul O vară cu Isidor de Veronica D. Niculescu, unde un condor de la Grădina Zoologică din București este salvat de o fetiță și eliberat la Sinaia. A doua parte a poveștii, romanul Iarna lui Isidor, imaginează viața bătrânului condor Isidor în munții din Sinaia.

### Filatelie și numismatică
Având o încărcătură spirituală apreciabilă, imaginea condorilor andini se găsește deseori pe timbrele poștale. Astfel de timbre au apărut atât în statele sud-americane începând cu anii 1950, cât și în alte state ale lumii, precum Spania, Honduras, Togo, Vietnam etc. De asemenea, silueta lor este gravată pe unele monede columbiene și chiliene.

### Heraldică
Condorul andin este unul din simbolurile acestei regiuni și, de aceea, apare pe stemele mai multor state sud-americane: Bolivia⁠(d), Chile⁠(d), Columbia⁠(d) și Ecuador⁠(d).

Stema Boliviei
Stema Chile
Stema Columbiei
Stema Ecuadorului